# Tasersuaq (Nanortalik)

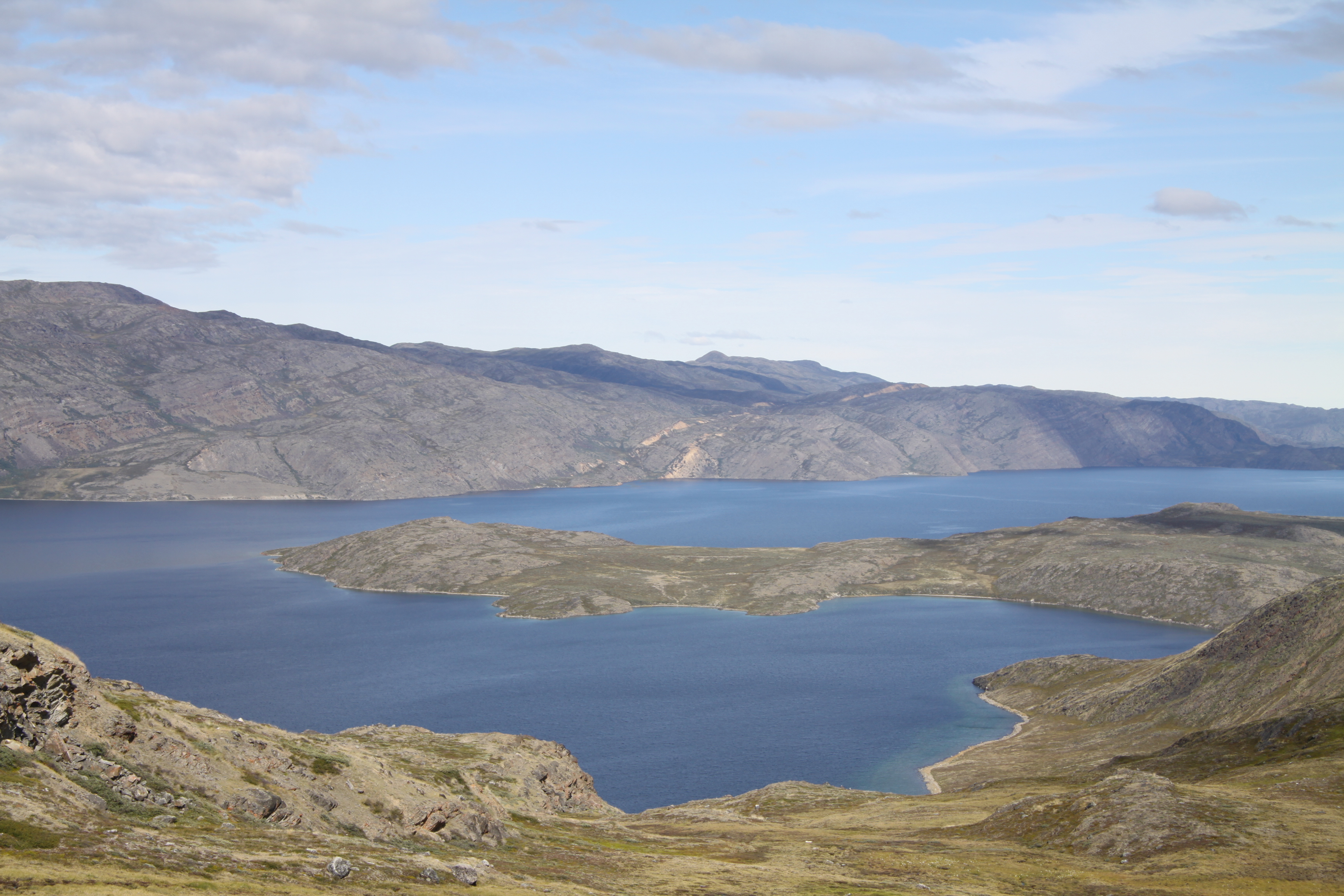
Panorama estivo del Lago

Il Tasersuaq è un lago della Groenlandia. Si trova presso la costa del Mare del Labrador, a 60°16'N 44°38'O; appartiene al comune di Kujalleq.